# Arrigo Gattai
Arrigo Gattai (* 17. April 1928 in Mailand; † 21. September 2012 ebenda) war ein italienischer Sportfunktionär, Präsident des italienischen Skiverbandes und des Nationalen Olympischen Komitees (CONI).

## Leben
Gattai war ein alpiner Skiläufer. Nach dem Abitur und dem Jurastudium ließ er sich in Mailand als Anwalt nieder. 1955 lernte er den Präsidenten von Inter Mailand Angelo Moratti kennen und wurde der Rechtsberater von dessen Fußballverein. 1964 kandidierte er auf der Liste des Movimento Sociale Italiano für den Stadtrat von Mailand, wurde aber nicht gewählt. Er stand besonders Bettino Craxi nahe, der seinen Einstieg in die nationale Sportpolitik förderte. Von 1967 bis 1970 war er Mitglied des Vorstandes des Italienischen Fußballverbandes (Federazione Italiana Giuoco Calcio), dann ab 1972 Vizepräsident, ab 1976 Präsident des Italienischen Skiverbandes (Federazione Italiana Sport Invernali). Von 1978 an war er Vizepräsident und von 1987 bis 1993 Präsident des Comitato Olimpico Nazionale Italiano CONI. In diese Zeit fielen die italienischen Triumphe im Wintersport (u. a. mit Alberto Tomba), aber auch der Niedergang bei den Olympischen Sommerspielen 1988 und 1992. Aufgrund des schlechten Abschneidens 1992 wurde er anschließend abgewählt. Gustav Thöni sagte nach dem Tode Gattais, für ihn bleibe er immer der Präsident. Der italienische Sport gedachte seiner mit einer Gedenkminute im gesamten Sport Italiens.